# Kuk (Kosowo)
Kuk (serb. Куковце, Kukovce) – wieś w Kosowie, w regionie Prizren, w gminie Dragaš. W 2011 roku liczyła 1658 mieszkańców. 